# Eddy van Herbruggen
Eddy van Herbruggen (* um 1965) ist ein belgischer Badmintonspieler.

## Karriere
Eddy van Herbruggen wurde 1984 erstmals nationaler belgischer Meister, wobei er sowohl im Herreneinzel als auch im Herrendoppel erfolgreich war. Zehn weitere Titelgewinne folgten bis 1992. 1984 gewann er die French Open, 1986 siegte er bei den Spanish International.

## Sportliche Erfolge
| Saison    | Veranstaltung                  | Disziplin    | Platz | Name                                      |
| --------- | ------------------------------ | ------------ | ----- | ----------------------------------------- |
| 1983/1984 | Belgien: Einzelmeisterschaften | Herreneinzel | 1     | Eddy van Herbruggen                       |
| 1983/1984 | Belgien: Einzelmeisterschaften | Herrendoppel | 1     | Patrick de Ruisseau / Eddy van Herbruggen |
| 1984      | French Open                    | Mixed        | 1     | Eddy van Herbruggen / Wendy Poulton       |
| 1984      | French Open                    | Herrendoppel | 1     | Jan de Mulder / Eddy van Herbruggen       |
| 1984/1985 | Belgien: Einzelmeisterschaften | Mixed        | 1     | Eddy van Herbruggen / Greet van Haverbeke |
| 1984/1985 | Belgien: Einzelmeisterschaften | Herrendoppel | 1     | Jan de Mulder / Eddy van Herbruggen       |
| 1985/1986 | Belgien: Einzelmeisterschaften | Herreneinzel | 1     | Eddy van Herbruggen                       |
| 1985/1986 | Belgien: Einzelmeisterschaften | Herrendoppel | 1     | Jan de Mulder / Eddy van Herbruggen       |
| 1986      | Spanish International          | Herrendoppel | 1     | José Isasi / Eddy van Herbruggen          |
| 1986/1987 | Belgien: Einzelmeisterschaften | Mixed        | 1     | Eddy van Herbruggen / Greet van Haverbeke |
| 1987/1988 | Belgien: Einzelmeisterschaften | Herreneinzel | 1     | Eddy van Herbruggen                       |
| 1989/1990 | Belgien: Einzelmeisterschaften | Mixed        | 1     | Eddy van Herbruggen / Isabelle Meuleman   |
| 1989/1990 | Belgien: Einzelmeisterschaften | Herreneinzel | 1     | Eddy van Herbruggen                       |
| 1990/1991 | Belgien: Einzelmeisterschaften | Herrendoppel | 1     | Eddy van Herbruggen / Dario van Nauw      |
| 1991/1992 | Belgien: Einzelmeisterschaften | Herrendoppel | 1     | Eddy van Herbruggen / Yves de Negri       |